# 阿巴 (喬治亞州)
阿巴（英語：Abba）是位於美國喬治亞州歐文縣的一個非建制地區。該地的面積和人口皆未知。

## 地理
阿巴的座標為31°45′25″N 83°22′14″W / 31.75694°N 83.37056°W，而該地的平均海拔高度為110米（即361英尺）。